# Социальная статика
«Социальная статика: изложение социальных законов, обусловливающих счастье человечества» (англ. Social Statics, or The Conditions essential to Happiness specified, and the First of them Developed) ― сочинение британского философа и социолога Герберта Спенсера, опубликованное в 1851 году. Издателем книги был Джон Чепмен из Лондона.

## Обзор
В своём труде Спенсер использует термин «приспособленность» (fitness), применяя идеи Ламарка относительно пути эволюции общества, например, говоря, что для него ясно, что любое существо, чья конституция должна быть приспособлена к новым условиям существования, должно быть помещено в эти условия. Или, говоря более конкретно, для него ясно, что человек может адаптироваться к социальному состоянию, только при условии, что он остается в этом социальном состоянии. Из этого, по мнению Спенсера, следует, что, поскольку человек имел и всё ещё испытывает недостаток в тех чувствах, которые, диктуя справедливое поведение, предотвращают постоянный антагонизм индивидов и их последующее разобщение, требуется некое искусственное средство, с помощью которого может поддерживаться их союз и только сам процесс адаптации может создать тот характер, который делает социальное равновесие спонтанным.
Зачастую именно «Социальной статике» аттрибутируют известную фразу Спенсера «выживание наиболее приспособленных», хотя на самом деле она фигурирует в его более позднем сочинении «Принципы биологии» 1864 года. Позднее сформулированный им принцип он применял к экономике и биологии. Это высказывание можно охарактеризовать как ключевой принцип социального дарвинизма, хотя можно встретить утверждения о том, что сам Спенсер не был его сторонником.

## Отзывы
Либертарианский экономист Мюррей Ротбард назвал «Социальную статику» «величайшим из когда-либо написанных трудов либертарианской политической философии».
В деле Локнер против Нью-Йорка судья Оливер Венделл Холмс-младший, несогласный с постановлением Верховного суда о том, что закон штата, запрещающий пекарям работать более десяти часов в день или шестидесяти часов в неделю, нарушает пункт о надлежащей правовой процедуре Четырнадцатой поправки к Конституции США и посягает на свободу заключения контрактов, написал знаменитую статью: «Четырнадцатая поправка не вводит в действие „Социальную статику“ г-на Герберта Спенсера».

## Текст
- Social statics or The conditions essential to human happiness specified, and the first of them developed — London : Williams & Norgate, 1868. — XVIII, 523 p.
- Социальная статика : Изложение социальных законов, обусловливающих счастье человечества — Санкт-Петербург, 1872. — VI, [2], 471 с.